# Gumi (Nepal)
Gumi (nep. गुमी) – gaun wikas samiti w zachodniej części Nepalu w strefie Bheri w dystrykcie Surkhet. Według nepalskiego spisu powszechnego z 2001 roku liczył on 1262 gospodarstw domowych i 6535 mieszkańców (3411 kobiet i 3124 mężczyzn).